# Montner (Clariana de Cardener)
Montner, Monner, Muntner o Munné és una masia situada al municipi de Clariana de Cardener, a la comarca catalana del Solsonès. Es té constància de l'edificació des del segle XVIII, reformada al segle xx. Actualment és un complex agrícola, amb tres cases més, als peus del Cardener. Pertany a l'entitat de població de Clariana de Cardener.
Construcció reformada arrel dels incendis de 1998, de pedra i teula. De paredat amb morter, carreus en cantonades i portal, totxo en obertures i un forn, coberta a dos vessants. Pallera de la mateixa època, també reformada.
La masia es troba a 612 m d'altitud, al pla de Montner i als peus de la serra homònima. Es troba sobre el Pla de Montner envoltada per camps de conreu que s'alterna amb joncedes i brolles de romaní. Es tracta d'un paisatge agroforestal.